# Alvie Mouzita
 (juillet 2025).
La mise en forme du texte ne suit pas les recommandations de Wikipédia : il faut le « wikifier ».
Les points d'amélioration suivants sont les cas les plus fréquents. Le détail des points à revoir est peut-être précisé sur la page de discussion.
- Les titres sont pré-formatés par le logiciel. Ils ne sont ni en capitales, ni en gras.
- Le texte ne doit pas être écrit en capitales (les noms de famille non plus), ni en gras, ni en italique, ni en « petit »…
- Le gras n'est utilisé que pour surligner le titre de l'article dans l'introduction, une seule fois.
- L'italique est rarement utilisé : mots en langue étrangère, titres d'œuvres, noms de bateaux, etc.
- Les citations ne sont pas en italique mais en corps de texte normal. Elles sont entourées par des guillemets français : « et ».
- Les listes à puces sont à éviter, des paragraphes rédigés étant largement préférés. Les tableaux sont à réserver à la présentation de données structurées (résultats, etc.).
- Les appels de note de bas de page (petits chiffres en exposant, introduits par l'outil «  Source ») sont à placer entre la fin de phrase et le point final[comme ça].
- Les liens internes (vers d'autres articles de Wikipédia) sont à choisir avec parcimonie. Créez des liens vers des articles approfondissant le sujet. Les termes génériques sans rapport avec le sujet sont à éviter, ainsi que les répétitions de liens vers un même terme.
- Les liens externes sont à placer uniquement dans une section « Liens externes », à la fin de l'article. Ces liens sont à choisir avec parcimonie suivant les règles définies. Si un lien sert de source à l'article, son insertion dans le texte est à faire par les notes de bas de page.
- La présentation des références doit suivre les conventions bibliographiques. Il est recommandé d'utiliser les modèles {{Ouvrage}}, {{Chapitre}}, {{Article}}, {{Lien web}} et/ou {{Bibliographie}}. Le mode d'édition visuel peut mettre en forme automatiquement les références.
- Insérer une infobox (cadre d'informations à droite) n'est pas obligatoire pour parachever la mise en page.

Pour une aide détaillée, merci de consulter Aide:Wikification.
Si vous pensez que ces points ont été résolus, vous pouvez retirer ce bandeau et améliorer la mise en forme d'un autre article.
 (juillet 2025).
Les informations dans cet article sont mal organisées, redondantes, ou il existe des sections bien trop longues. Structurez-le ou soumettez des propositions en page de discussion.
Avec le temps, il arrive que le contenu présent dans un article devienne désordonné. Il est souvent nécessaire de réorganiser l'article de fond en comble.
- Il faut tout d’abord répartir le contenu de l'article en plusieurs sections. Les informations doivent ensuite être exposées clairement et le plus synthétiquement possible, regroupées par sujet afin d'éviter les doublons. Quelqu'un cherchant une information précise doit pouvoir la trouver rapidement en lisant la section appropriée.
- À l'intérieur de chaque section, le texte, souvent initialement sous la forme de phrases éparses, doit être regroupé dans des paragraphes de quelques lignes, en assurant un enchaînement logique et une cohérence entre les phrases.
- Lorsque l'article ou l'une de ses sections développe trop longuement un point qui n'est pas dans le cœur du sujet traité, il convient de faire une synthèse et de transférer l'ancien contenu dans des articles plus appropriés (en cas de transfert, il faut impérativement respecter la procédure Aide:Scission).

Si vous pensez que ces points ont été résolus, vous pouvez retirer ce bandeau et améliorer le plan d'un autre article.
Œuvres principales
Chants pour une fleur (2023)
Alvie Mouzita est un écrivain et enseignant congolais, né le 18 octobre 1998 à Mindouli, dans le pool en République du Congo. Il aborde dans ses œuvres, notamment Chants pour une fleur, des thématiques telles que la quête identitaire, la mélancolie, la révolte et la spiritualité africaine. Son style lyrique se caractérise par une musicalité rythmique et une profondeur émotionnelle. Lauréat de nombreux prix littéraires internationaux, comme le Grand Prix du Poème Francophone 2023 (France), le Prix MILA du livre francophone 2023 (Côte d'Ivoire), le Prix Léopold Sédar Senghor 2024 (Italie), il se distingue également par son engagement académique et ses contributions à la promotion de la culture africaine.

## Biographie

### Enfance et études
Alvie Mouzita est né dans un contexte pénible, marqué par les conflits civils qui ont frappé le Département du Pool. Sa famille, conduite par son père, Alban Mouzita, déménage à Brazzaville après la guerre du 5 juin 1997, marquant ainsi un nouveau départ pour le jeune Mouzita. Cette période difficile influence profondément sa vision du monde et inspire plusieurs de ses œuvres, s’appuyant, à titre illustratif, sur les thèmes de mélancolie, de révolte et de liberté, sans oublier son attachement à la source, au pays natal, et à la mère. L’éloge à sa mère, Dorothée Missobo, s’explique par le fait que cette dernière, hormis ses valeurs et son amour, résista et protégea son fils lors de cette guerre du Pool où elle fut, plusieurs fois, tentée par certains rescapés de mauvaise foi de jeter « l’enfant pleureur » à la rivière pour être à l’abri des milices qui patrouillaient les forêts, leurs nouvelles demeures.
À Brazzaville, le jeune Alvie Mouzita effectue ses études primaires à l’école Joseph Ngaliéma, où il obtient son CEPE en 2010, puis son BEPC en 2014 au CEG Mfilou. Malgré une passion initiale pour les chiffres, il choisit la voie littéraire au Lycée Pierre Savorgnan de Brazza. Ce qui est étrange, c'est que son enfance ne fut pas éclairée par des lectures et des discussions livresques. Cependant, son transfert au Lycée Chaminade, où il termine ses études secondaires, constitue une étape importante : c’est là qu’il rencontre des condisciples, comme Diverlyn Ngo-Bayoula, passionnés de littérature et découvre, par leur entremise, les œuvres d’Alain Mabanckou qui auront une influence majeure sur son goût littéraire. C’est au sortir du Lycée, où avec son ami Amour Mboukou, ayant donné le surnom d'Arthur Rimbaud à leur professeur de Français, Jazz Ndala - l'enseignant qui a fait aimer la poésie à Alvie Mouzita, à travers ses explications lucides sur le commentaire littéraire, qu’il ébauche les petits poèmes mélancoliques qui feront objet de moqueries par son entourage.

### Parcours académique et début de carrière
Après l’obtention de son Baccalauréat en 2017, Alvie Mouzita satisfait au concours d’entrée à l’École Normale Supérieur de l’Université Marien Ngouabi (Brazzaville). Il y décroche successivement une Licence (2020) et un Master (2022) en Didactique des Langues et Littératures, enseignement Anglais. Puis, il s’oriente vers la Faculté des Lettres, Arts et Sciences Humaines, de la même université, pour approfondir ses études en Littérature Africaine Anglophone.
Ses recherches académiques se concentrent sur les problématiques de la dégradation environnementale, de l’éco-activisme et de la conscience verte en littérature africaine postcoloniale. Il publie des articles dans les revues scientifiques et participe à plusieurs conférences internationales où il présente ses travaux de recherche.
Alvie Mouzita est actuellement Professeur Certifié des Lycées dans différents établissements de la place. Il considère la pédagogie comme élément majeur et participatif au développement intellectuel des jeunes. Ainsi, il encourage le partage des savoirs, la lecture critique, la réflexion sur les enjeux culturels, environnementaux et socio-politique.

## Vie littéraire et œuvres majeures
La carrière littéraire d’Alvie Mouzita débute en 2020, après plusieurs années d’écriture en marge de ses études. Il fonde en 2019 le mouvement estudiantin « Balance », qui vise à dénoncer les maux de la société africaine sans adopter une posture de victimisation. Cette initiative témoigne déjà de sa volonté d’engager la jeunesse africaine dans une voie critique et constructive. En 2021, il commence à émerger sur la scène littéraire, en remportant le Prix Littéraire Paboemma, au Cameroun, avec son manuscrit « Chants pour une fleur » et en participant à l’anthologie des nouveaux meilleurs poètes africains (Best New African Poets 2021 Anthology by Balddine Moussa and Rinos Mwanaka).
En 2022, il publie aux Éditions Renaissance Africaine (Paris) Vendeurs d’émotions, une anthologie poétique qui défend la place essentielle de la poésie dans la société contemporaine. L’ouvrage explore la condition du poète africain et le rôle de la poésie dans la transmission des émotions collectives. « Le poète est un piroguier qui roule ses poèmes-pirogues sur le fleuve d’émotions », écrit-il. La même année, il participe à des ouvrages collectifs, comme Cantilènes funèbres, devient membre permanant des associations, telles que la Ballade des Idées (France), la CENE Littéraire (Suisse) et la Société des Artistes et Poètes du Cameroun, et remporte des prix littéraires, entre autres, le Prix d’Excellence de la ville de Verquin (France) grâce à son poème « Mémoire d’amour » dans lequel il rend un vibrant hommage aux combattants africains qui ont libéré la France, captive de l’armée hitlérienne, qu’il refuse d’appeler « Tirailleurs sénégalais. »
En 2023, Alvie Mouzita publie aux Éditions Essaim Plumes (Parakou) Chants pour une fleur, un recueil de poèmes célébrant la féminité, la spiritualité africaine et la quête identitaire. L’ouvrage est couronné Prix Mila du Livre Francophone 2023, en Côte d’Ivoire. Son style lyrique, marqué par une musicalité rythmique et une profondeur émotionnelle, a été largement salué pour sa capacité à fusionner la tradition poétique africaine et la modernité stylistique. Ce qui mène le journaliste Masand Mafuta à écrire qu’Alvie Mouzita « est jusqu’à preuve du contraire, un poète qui monte en puissance. » Cette même année, il gagne le Grand Prix du Poème Francophone, organisé par la Société des Poètes Français et soutenu par le Ministère de la Culture de France.
En 2024, Alvie Mouzita connaît une année particulièrement marquante sur la scène littéraire. Il lance une tournée nationale autour de son recueil Chants pour une fleur, multipliant ventes, dédicaces et cafés littéraires. Son ambition : redonner le goût de la lecture aux gens et les pousser à développer la culture d’acheter les livres. Cette démarche cible principalement les milieux scolaires et universitaires, qu’il considère comme des espaces essentiels à revitaliser, face à la dégradation des mœurs et au désintérêt croissant pour la lecture. L’année se distingue aussi par des récompenses majeures : Prix Léopold Sédar Senghor (Italie), Prix de la Présidence de la Sorbonne Université (France) et Finaliste Prix Arthur Rimbaud (France), confirmant ainsi son rayonnement international.

## Engagements et contributions culturelles
Au-delà de l’écriture, Alvie Mouzita s’implique activement dans la promotion de la culture africaine. Il fonde le « Prix Vendeurs d’émotions », un concours international de poésie qui offre une plateforme d’expression aux poètes. Il est également membre du comité de lecture du Prix Les Afriques, l’un des prix littéraires les plus les prestigieux du monde afro-caraïbéen, où il participe à la promotion des écrivains afro-descendants dont les œuvres abordent des problématiques liées à l’Afrique noire et à sa diaspora. De même, il évolue en tant que chroniqueur à Culture Congo où il fait la promotion des arts et cultures de son pays.
Les engagements d'Alvie Mouzita s’étendent à la sensibilisation des jeunes sur des enjeux contemporains. Il est Secrétaire Général du Cercle de Réflexion pour l'Eveil d'Afrique (CREA). Il se bat pour la valorisation de la culture africaine en tant qu’élément essentiel du développement durable et de la conscience collective. Il reçoit, au Cameroun, en 2024, un Diplôme d’honneur au Forum International des Acteurs de l’Industrie du Livre de Yaoundé (FORALY) pour ses contributions intellectuelles. À son retour, il est choisi comme Parain pour la première édition du Festival Interscolaire des Arts du Pool (FESTIAPO).
Ses initiatives éducatives et culturelles visent à éveiller la conscience critique des jeunes Africains. Ainsi, il anime des ateliers d’écriture et des conférences sur l’importance de la lecture, du livre, de la création littéraire, et sur plusieurs thématiques. Mouzita croit fermement que l’accès à la culture est un levier essentiel pour l’émancipation de la jeunesse africaine. Il milite également pour un panafricanisme culturel, ancré dans l’innovation, convaincu que le progrès du continent passe par une réappropriation de son patrimoine culturel.

## Œuvres principales

### Œuvres personnelles
- 2022 : Vendeurs d’émotions : Anthologie poétique défendant la survivance de la poésie africaine contemporaine, abordant le rôle du poète dans la société et la transmission culturelle.
- 2023 : Chants pour une fleur : Recueil de poèmes célébrant la féminité, la spiritualité africaine et la quête identitaire, salué pour sa musicalité rythmique et sa profondeur émotionnelle.

### Œuvres collectives
- 2021:  Anthology of New Best African Poets 2021, Mwanaka Media and Publishing
- 2022 : Dialoguer en poésie 2022, Books on Demand
- 2022 : Baiser d'une mère, 2022, Édilivre
- 2022 : Cantilènes funèbres, Éditions Essaim Plumes
- 2023 : Intrinsèques, Independently published
- 2023 : Dialoguer en poésie 2023, Books on Demand
- 2023 : Anthologie Concours jeunesse Prix 2021-2023, Éditions des Poètes Français
- 2024 : Anthologie du Prix de Poésie, Capitaine Coluche

## Prise de position
Voici l’extrait du discours d’Alvie Mouzita, qu’il avait prévu prononcer, lors de la réception du Prix de la Présidence de la Sorbonne Université, s’il avait effectué le déplacement pour Paris.
« (…) Il est vrai que les artistes ne doivent pas courir derrière les prix, mais toutefois qu’un écrivain se fait distinguer par une quelconque académie, cela ne fait pas uniquement sa joie personnelle, mais collective jusqu’à susciter le désir de certains individus à s’intéresser à la littérature. Il est aussi vrai que les prix qu’on octroie par copinage, par népotisme ou par lobby, souvent truffé d’un laxisme ostensible, n’honore point le génie créatif, mais asphyxie, par-dessus tout, la beauté littéraire.
Doit-on admettre que c’est moins la distinction littéraire que la qualité du texte qui fait la grandeur d’un écrivain ? Pour ma part, j’affirme que l’objectif premier d’un prix littéraire est de mettre l’excellence en avant. Sur ces entrefaites, l’on peut dire que le lauréat est un modèle d’un travail bien fait.
Cependant, il m’est toujours difficile de comprendre l’acharnement incessant de certains confrères de plume lorsqu’un écrivain remporte un prix littéraire. Quoiqu’en puissent être les raisons, je puis dire qu’aucun écrivain ne peut faire l’unanimité de tous ; de ce que le choix est arbitraire.
(…) La grandeur ne se vante pas, non plus elle ne se réclame, mais elle se sent dans la plus profonde intimité de l’individu qui, s’appuyant sur ses efforts, a choisi de marquer l’histoire de son époque.
Pour revenir au sujet, et comme vous pouvez le constater, la poésie, cette « reine d'un monde aussi nombreux que mystérieux », selon l'expression de Pierre Seghers, n'est pas souvent à l'honneur. C'est pourquoi les concours de poésie portent en eux cette volonté indéfectible de faire rayonner, à travers le monde, la noblesse des lettres éclatantes qui composent le chant poétique.
(…) Je suis convaincu qu’il n’y a rien de plus splendide pour un artiste, dans l’équivalence entre les formes sensibles et spirituelles, que d’être enraciné dans sa culture pour produire une œuvre sublime. »

## Prix littéraires et distinctions
- 2021 : Finaliste Prix Pierre Ntsemou, France, pour son manuscrit « Chants pour une fleur »
- 2021 : Lauréat Prix Littéraire Pabloemma, Cameroun, pour son manuscrit « Chants pour une fleur »
- 2021 : Sélectionné au Concours International Poétique "La Différence", France, pour son poème « Zèbre sans zébrures »
- 2022 : Nommé au Concours International de Poésie sur la protection des droits de l’enfant, Canada, pour son poème « L’enfant noir »
- 2022 : Lauréat, 3ème Prix CIPA, Cameroun, pour son poème « Cri du volcan »
- 2022 : Lauréat, 4ème Prix Africa Poésie, Cameroun, pour son poème « Chants des initiés »
- 2022 : Nommé 3ème PLICRAA, catégorie Poésie, initié par les Éditions Essaim Plumes, pour son manuscrit « Chants pour une fleur »
- 2022 : Prix d’Excellence du jury, Concours International de Poésie de la ville de Verquin, France, pour son poème « Mémoire d’amour »
- 2022 : Lauréat du Concours International de Poésie, CIEL, Suisse, pour son poème « Regard du fleuve »
- 2022 : Nommé au Concours International Poétique "La Différence", France, pour son poème « Les larmes fragiles »
- 2022 : Prix Les Égoèmes, France, pour son poème « Nuit fertile »
- 2023 : Grand Prix du Poème Francophone, organisé par la Société des Poètes Français et soutenu par le Ministère de Culture de France, pour ses trois compositions poétiques « Chants des initiés », « Regard du fleuve » et « Mémoire d’amour »
- 2023 : Prix MILA du livre francophone, Côte d'Ivoire, pour son recueil de poèmes Chants pour une fleur
- 2023 : Top 30 des jeunes congolais les plus inspirants, Congo
- 2024 : « Auteur de la semaine » désigné par le Cercle de Lecture, d’Initiation et d’Intégration à la Culture, Cameroun
- 2024 : « Diplôme d’honneur » délivré par le Président du Forum International des Acteurs de l’industrie du Livre (FORALY), Cameroun, pour sa contribution intellectuelle
- 2024 : Lauréat, ex aequo, Grand Prix de Poésie Thomas Sankara, Burkina Faso, pour son poème « Chant lunaire d’Ubuntu »
- 2024 : Prix Léopold Sédar Senghor, , Italie, pour son poème « chant spirituel pour Kimpa Vita »
- 2024 : Prix de la Présidence de la Sorbonne Université, France, pour son poème « Traduire l’avenir »
- 2024 : Finaliste Prix Poésie Capitaine Coluche, Haïti, pour son poème « Douleur noire »
- 2024 : Finaliste Prix International Arthur Rimbaud, France, pour son poème « Maintenant l’enfant dormira »